# Billy May
William E. May, detto Billy (Pittsburgh, 10 novembre 1916 – San Juan Capistrano, 22 gennaio 2004), è stato un compositore, musicista e trombettista statunitense.

## Carriera
Ha composto la musica di molti film e produzioni televisive come Batman (1966-1968), La città in controluce (1960-1962), Il Calabrone Verde (1966-1967), Spiccioli dal cielo (1981), The Mod Squad (1968-1971), Squadra emergenza (1973-1978). Per il cinema si segnalano le colonne sonore di Cocoon - L'energia dell'universo (1985) e Cocoon - Il ritorno (1988),.
Come arrangiatore e compositore ha lavorato con tantissimi artisti inclusi Billy Eckstine, Frank Sinatra, Nat King Cole, Anita O'Day, Peggy Lee, Vic Damone, Ella Fitzgerald, Bobby Darin, Bing Crosby, Nancy Wilson, Rosemary Clooney, Ella Mae Morse, Stan Freberg. Con quest'ultimo ha realizzato diversi album negli anni '50 e '60.
Negli anni '40 ha registrato molti brani da trombettista con la band di Glenn Miller e con quella di Charlie Barnet. Ha formato anche una sua band nei primi anni '50. Nel 1959 ha vinto il Grammy Award per la miglior interpretazione di orchestra.

## Discografia parziale
Album
- 1952 A Band Is Born
- 1952 A Big Band Bash
- 1954 Sorta-May
- 1955 Sorta-Dixie
- 1955 Naughty Operetta
- 1955 Arthur Murray Favorites Cha Cha Mambos
- 1957 Jimmy Luncheford In Hi-Fi
- 1957 Plays For Fancy Dancin'
- 1958 Billy May's Big Fat Brass
- 1960 Once More with Feeling (Billy Eckstine album)
- 1960 Cha Cha!
- 1960 The Girls and Boys On Broadway
- 1962 The Sweetest Swingin' Sounds of Billy May
- 1962 Process 70
- 1963 Billy's Bag